# Philadelphia Folk Festival - 40th Anniversary
Philadelphia Folk Festival - 40th Anniversary (en español: «Festival folclórico de Filadelfia: 40º aniversario») es un álbum en directo cuádruple, lanzado en 2001 por el sello estadounidense Sliced Bread Records e interpretado por varios artistas en su mayoría estadounidenses, pero también de otras nacionalidades. Entre los músicos figuran los ingleses Fairport Convention y Richard Thompson, los estadounidenses Bonnie Raitt, Nanci Griffith, Taj Mahal y Ricky Skaggs, así como los chilenos Inti-Illimani.
Como su nombre lo indica, el álbum corresponde a un trabajo editado a partir de las grabaciones obtenidas durante el 40.º aniversario del Festival folclórico de Filadelfia, en la ciudad de Filadelfia (Pensilvania).

## Lista de canciones
| Disco 1 |                                                                |              |                     |          |  |
| N.º     | Título                                                         | Escritor(es) | Intérprete          | Duración |  |
| 1.      | «Scots Piping»                                                 |              | Bruce Martin        | 0:49     |  |
| 2.      | «Walk A While»                                                 |              | Fairport Convention | 3:39     |  |
| 3.      | «Green, Green Rocky Road»                                      |              | Dave Van Ronk       | 5:34     |  |
| 4.      | «If I Had My Way»                                              |              | Gary Davis          | 4:56     |  |
| 5.      | «Open Up Them Pearly Gates»                                    |              | Doc y Merle Watson  | 2:25     |  |
| 6.      | «Kokomo Blues»                                                 |              | Bonnie Raitt        | 3:44     |  |
| 7.      | «Talkin' Fishin' Blues Ramblin'»                               |              | Jack Elliott        | 2:37     |  |
| 8.      | «Did You Hear John Hurt?»                                      |              | Tom Paxton          | 3:37     |  |
| 9.      | «Ain't No Tellin'»                                             |              | John Hurt           | 3:30     |  |
| 10.     | «Irish Dance Medley» (Boys of Ballisodaire/Longford Collector) |              | De Dannan           | 4:00     |  |
| 11.     | «Here's To Cheshire, Here's To Cheese» (Froggy)                |              | Pete Seeger         | 6:39     |  |
| 12.     | «The First Time Ever I Saw Your Face»                          |              | Bonnie Dobson       | 3:41     |  |
| 13.     | «Panama Limited»                                               |              | Tom Rush            | 8:32     |  |
| 14.     | «City of New Orleans»                                          |              | Steve Goodman       | 5:20     |  |
| 15.     | «Sharon»                                                       |              | Bromberg Band       | 7:36     |  |
| 16.     | «Farewell Toast/Boatman»                                       |              | Mike Cross          | 2:52     |  |
| 1:09:31 |                                                                |              |                     |          |  |

| Disco 2 |                                             |              |                       |          |  |
| N.º     | Título                                      | Escritor(es) | Intérprete            | Duración |  |
| 1.      | «These Are the Days»                        |              | Michael Cooney        | 3:09     |  |
| 2.      | «Hoedown»                                   |              | Mad Pudding           | 4:34     |  |
| 3.      | «No Love Today»                             |              | Chris Smither         | 5:29     |  |
| 4.      | «Watchin' the River Go By»                  |              | John Hartford         | 9:27     |  |
| 5.      | «Sensitive New Age Guys»                    |              | Christine Lavin       | 5:01     |  |
| 6.      | «Wild Goose Chase»                          |              | Roger Sprung          | 4:09     |  |
| 7.      | «Hit or Miss»                               |              | Odetta                | 3:00     |  |
| 8.      | «Society's Child (Baby I've Been Thinking)» |              | Janis Ian             | 3:44     |  |
| 9.      | «Hello in There»                            |              | John Prine            | 5:31     |  |
| 10.     | «From a Distance»                           |              | Nanci Griffith        | 4:50     |  |
| 11.     | «Georgia State Patrol/Deep Gap Salute»      |              | Gamble Rogers         | 5:27     |  |
| 12.     | «I'm Alright»                               |              | Loudon Wainwright III | 3:04     |  |
| 13.     | «When I'm Gone»                             |              | Mollie O'Brien        | 3:34     |  |
| 14.     | «Ciorcirlia»                                |              | Harmonia              | 3:26     |  |
| 15.     | «People My Age»                             |              | John Gorka            | 2:23     |  |
| 16.     | «Le Jig Francais»                           |              | BeauSoleil            | 6:00     |  |
| 1:12:48 |                                             |              |                       |          |  |

| Disco 3 |                                |                 |                            |          |  |
| N.º     | Título                         | Escritor(es)    | Intérprete                 | Duración |  |
| 1.      | «Going Up»                     |                 | Great Big Sea              | 3:58     |  |
| 2.      | «My Father's House»            |                 | Eric Bibb                  | 4:26     |  |
| 3.      | «Tanglewood Tree»              |                 | Dave Carter, Tracy Grammer | 3:26     |  |
| 4.      | «My Heart in Rio»              |                 | Óscar López                | 4:09     |  |
| 5.      | «Old Dominion»                 |                 | Eddie From Ohio            | 4:15     |  |
| 6.      | «Ode to a Butterfly»           |                 | Nickel Creek               | 3:48     |  |
| 7.      | «Cakewalk into Town»           |                 | Taj Mahal                  | 3:08     |  |
| 8.      | «Simple Gearle»                |                 | Stacey Earle               | 2:33     |  |
| 9.      | «Rawhide»                      |                 | Skaggs Band                | 3:44     |  |
| 10.     | «This Town Is Wrong»           |                 | Katryna y Nerissa Nields   | 4:17     |  |
| 11.     | «Minnie the Moocher»           |                 | Moxy Früvous               | 6:43     |  |
| 12.     | «Olympic Reel»                 |                 | Natalie MacMaster Band     | 5:34     |  |
| 13.     | «The Golden Apples of the Sun» |                 | Mollie O'Brien             | 4:00     |  |
| 14.     | «Beeswing»                     |                 | Richard Thompson           | 5:17     |  |
| 15.     | «St. Mary of Regrets»          |                 | Susan Werner               | 4:04     |  |
| 16.     | «Alturas»                      | Horacio Salinas | Inti-Illimani              | 3:03     |  |
| 17.     | «You Jacobites by Name»        |                 | Tempest                    | 4:24     |  |
| 1:10:49 |                                |                 |                            |          |  |

| Disco 4 |                                 |              |                               |          |  |
| N.º     | Título                          | Escritor(es) | Intérprete                    | Duración |  |
| 1.      | «Beg to Differ»                 |              | Patty Larkin                  | 4:21     |  |
| 2.      | «Ring-Around-A-Rosie-Rag»       |              | Arlo Guthrie                  | 4:34     |  |
| 3.      | «Darcy Farrow»                  |              | Steve Gillette, Cindy Mangsen | 3:23     |  |
| 4.      | «I Ain't Marching Anymore»      |              | Phil Ochs                     | 2:31     |  |
| 5.      | «Devil's Dream/Sailor Hornpipe» |              | Bill Keith, Jim Rooney        | 2:04     |  |
| 6.      | «I Blinked Once»                |              | Steve Forbert                 | 3:35     |  |
| 7.      | «El pajarillo»                  |              | Irene Farrera                 | 3:08     |  |
| 8.      | «Drag Queens in Limousines»     |              | Mary Gauthier                 | 4:59     |  |
| 9.      | «Goodnight Irene»               |              | Steve Goodman                 | 2:50     |  |
| 31:25   |                                 |              |                               |          |  |